# Martin Andersen Nexø

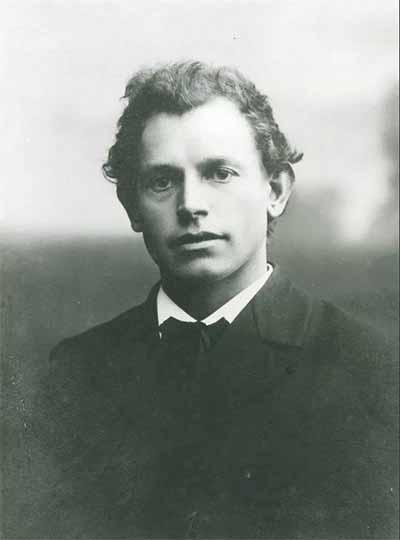
Martin Andersen Nexø en 1908.

Martin Andersen Nexø (Copenhague, 26 de junio de 1869 - Dresde, Alemania, 1 de junio de 1954) es un escritor danés. Nació en un barrio pobre de Copenhague y su familia se trasladó a Nexø en 1877.
A mediados de la década de 1890 viajó por el sur de Europa y su libro Soldage (1903) se basa en gran parte en esos viajes. Pelle Erobreren (Pelle el conquistador) es su obra más conocida. Fue publicada en cuatro volúmenes (entre 1906 y 1910) y en 1987 se rodó una película homónima.
Militante del partido Comunista de Dinamarca, en 1941 durante la ocupación nazi fue detenido por la policía, consiguió huir a Suecia, y posteriormente a la Unión Soviética, donde hizo programas de radio dirigidos a Dinamarca y Noruega. Al comienzo de su carrera como escritor fue influenciado por el pesimismo del fin de siglo XIX, pero gradualmente pasó a ser más optimista. Después de la Segunda Guerra Mundial se estableció en Dresde, entonces parte de Alemania Oriental. En esa ciudad un instituto de secundaria lleva su nombre.

## Distinciones
- Doctor honoris causa por la Universidad de Greifswald.

- Datos: Q168569
- Multimedia: Martin Andersen Nexø / Q168569